# 프랭크 레딕
프랭크 레딕(Frank Readick, 1896년 11월 6일 ~ 1965년 12월 27일)은 미국의 성우, 배우이다.
워싱턴주 시애틀에서 태어난 레딕은 더 섀도우(The Shadow) 라디오 드라마의 소개에 이어 "사람의 마음 속에 어떤 악이 숨어 있는지 누가 압니까? 더 섀도우는 알고 있습니다!"라는 사악한 웃음으로 잘 알려져 있다.
나중에 우주 전쟁 (라디오 드라마)의 1938년 라디오 제작에서 불운한 CBS 기자 칼 필립스 역을 연기했다. 레딕은 전년도 힌덴부르크 참사에 대한 WLS 기자 허버트 모리슨(Herbert Morrison)의 취재를 바탕으로 자신의 성과를 모델로 삼았다.
1965년 미국에서 사망했다.

## 영화
- 공포 속의 여행 (1942년)